# Verisk Analytics
Verisk Analytics, Inc. — американська компанія, що спеціалізується у наданні інформаційних та аналітичних послуг для корпоративних клієнтів.